# Monica (Circus Custers)
Monica is een nummer van het Nederlandse muziekduo Circus Custers uit 1987. Het is de tweede single van hun derde studioalbum Als ik zestien ben.
"Monica" is een ingetogen ballad, gezongen in eenvoudige taal. Het nummer gaat over een meisje van wie de ouders gaan scheiden, dat met haar moeder verhuist naar een andere stad. De plaat werd de grootste hit voor het duo; met een 18e positie in de Nederlandse Top 40.

## NPO Radio 2 Top 2000
| Nummer met noteringen in de NPO Radio 2 Top 2000 | '99  | '00 | '01  | '02  | '03  | '04  | '05  | '06  | '07  | '08  | '09  |
| ------------------------------------------------ | ---- | --- | ---- | ---- | ---- | ---- | ---- | ---- | ---- | ---- | ---- |
| Monica                                           | 1141 | -   | 1398 | 1509 | 1500 | 1573 | 1648 | 1818 | 1740 | 1663 | 1887 |

1. ↑  Een '-' betekent dat het nummer niet was genoteerd en een vetgedrukt getal geeft de hoogste notering aan.
2. ↑  Deze tabel is bijgewerkt tot en met de meest recente editie (2024).